# Kongo na Letnich Igrzyskach Olimpijskich 2012
Kongo na Letnich Igrzyskach Olimpijskich 2012, które odbyły się w Londynie, reprezentowało 7 zawodników.
Był to jedenasty start reprezentacji Konga na letnich igrzyskach olimpijskich.

## Reprezentanci

### Lekkoatletyka
Mężczyźni
| Zawodnik                 | Konkurencja | Eliminacje | Eliminacje | Ćwierćfinał | Ćwierćfinał | Półfinał | Półfinał | Finał | Finał   |
| Zawodnik                 | Konkurencja | Wynik      | Miejsce    | Wynik       | Miejsce     | Wynik    | Miejsce  | Wynik | Miejsce |
| ------------------------ | ----------- | ---------- | ---------- | ----------- | ----------- | -------- | -------- | ----- | ------- |
| Devilert Arsene Kimbembe | 100 m       | 10.68      | 7.         | 10.94       | 54.         | NQ       | NQ       | NQ    | NQ      |

Kobiety
| Zawodniczka   | Konkurencja | Eliminacje | Eliminacje | Ćwierćfinał | Ćwierćfinał | Półfinał | Półfinał | Finał | Finał   |
| Zawodniczka   | Konkurencja | Wynik      | Miejsce    | Wynik       | Miejsce     | Wynik    | Miejsce  | Wynik | Miejsce |
| ------------- | ----------- | ---------- | ---------- | ----------- | ----------- | -------- | -------- | ----- | ------- |
| Lorene Bazolo | 100 m       | 11.87      | 5.         | 11.90       | 52.         | NQ       | NQ       | NQ    | NQ      |

### Pływanie
Mężczyźni
| Zawodnik     | Konkurencja       | Eliminacje | Eliminacje | Półfinał | Półfinał | Finał | Finał   |
| Zawodnik     | Konkurencja       | Czas       | Miejsce    | Czas     | Miejsce  | Czas  | Miejsce |
| ------------ | ----------------- | ---------- | ---------- | -------- | -------- | ----- | ------- |
| Emile Bakale | 50 m st. dowolnym | 25.62      | 43.        | NQ       | NQ       | NQ    | NQ      |

Kobiety
| Zawodniczka              | Konkurencja       | Eliminacje | Eliminacje | Półfinał | Półfinał | Finał | Finał   |
| Zawodniczka              | Konkurencja       | Czas       | Miejsce    | Czas     | Miejsce  | Czas  | Miejsce |
| ------------------------ | ----------------- | ---------- | ---------- | -------- | -------- | ----- | ------- |
| Aminata Aboubakar Yacoub | 50 m st. dowolnym | 33.14      | 66.        | NQ       | NQ       | NQ    | NQ      |

### Tenis stołowy
Mężczyźni
| Zawodnik     | Konkurencja | Eliminacje       | Runda 1          | Runda 2          | Runda 3          | Runda 4          | Ćwierćfinały     | Półfinały        | Finał            | Finał   |
| Zawodnik     | Konkurencja | Przeciwnik Wynik | Przeciwnik Wynik | Przeciwnik Wynik | Przeciwnik Wynik | Przeciwnik Wynik | Przeciwnik Wynik | Przeciwnik Wynik | Przeciwnik Wynik | Pozycja |
| ------------ | ----------- | ---------------- | ---------------- | ---------------- | ---------------- | ---------------- | ---------------- | ---------------- | ---------------- | ------- |
| Saheed Idowu | singel      | Al-Hasan P 2-4   | NQ               | NQ               | NQ               | NQ               | NQ               | NQ               | NQ               | NQ      |
| Suraju Saka  | singel      | BYE              | Liu Song P 0-4   | NQ               | NQ               | NQ               | NQ               | NQ               | NQ               | NQ      |

Kobiety
| Zawodniczka | Konkurencja | Eliminacje       | Runda 1          | Runda 2          | Runda 3          | Runda 4          | Ćwierćfinały     | Półfinały        | Finał            | Finał   |
| Zawodniczka | Konkurencja | Przeciwnik Wynik | Przeciwnik Wynik | Przeciwnik Wynik | Przeciwnik Wynik | Przeciwnik Wynik | Przeciwnik Wynik | Przeciwnik Wynik | Przeciwnik Wynik | Pozycja |
| ----------- | ----------- | ---------------- | ---------------- | ---------------- | ---------------- | ---------------- | ---------------- | ---------------- | ---------------- | ------- |
| Han Xing    | singel      | BYE              | Priwałowa P 2-4  | NQ               | NQ               | NQ               | NQ               | NQ               | NQ               | NQ      |